# Ouled Mimoun
Ouled Mimoun (em árabe: أولاد ميمون) (anteriormente Lamoricière, durante a colonização francesa) é uma cidade e comuna localizada na província de Tremecém, no noroeste da Argélia. Em 2008, sua população era de 26 389 habitantes.